# Wulfshof

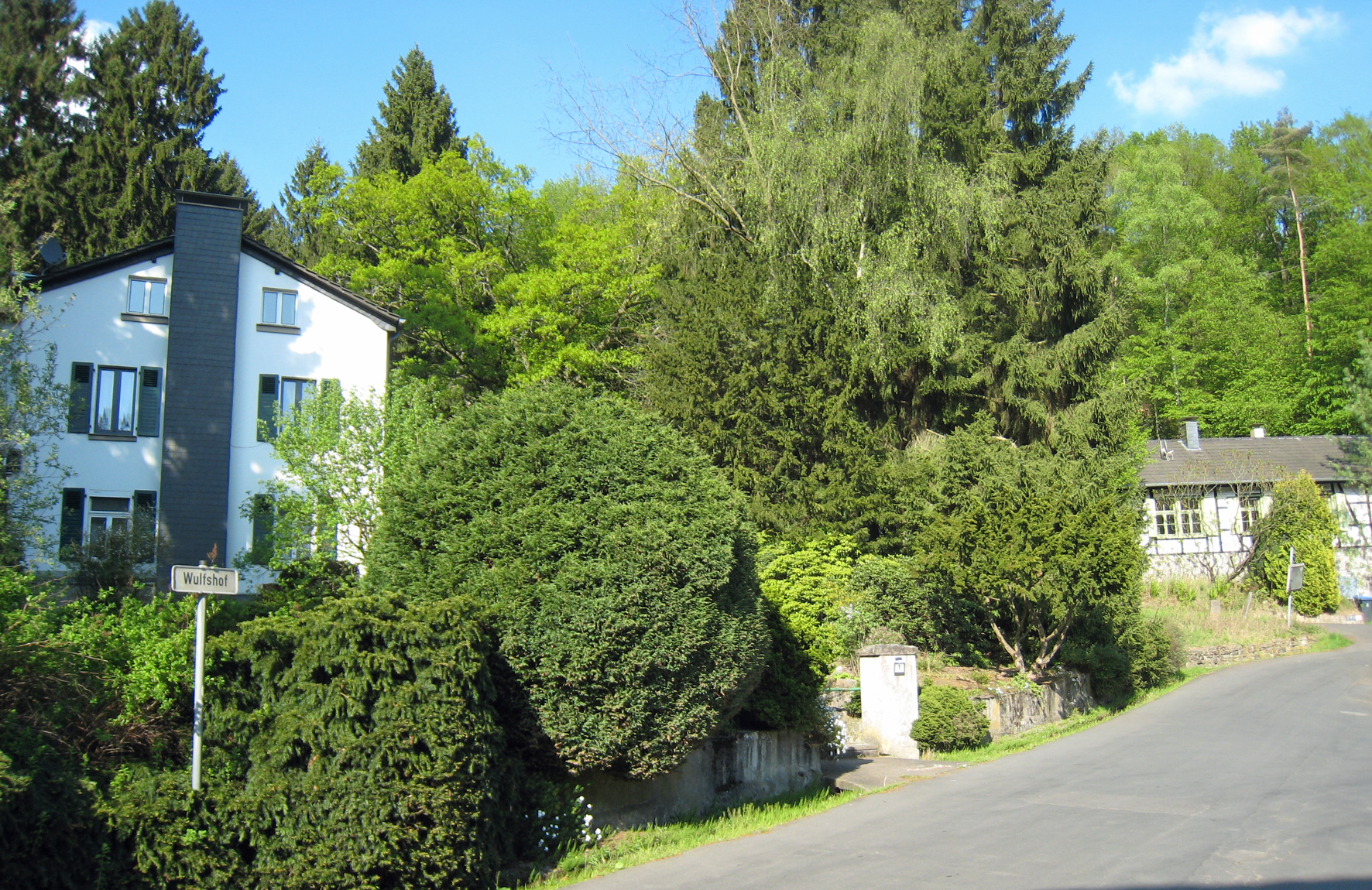
Wulfshof
links steht das alte Steigerhaus, rechts das ehemalige Zechenhaus der Grube Berzelius

Wulfshof ist ein Ortsteil im Stadtteil Moitzfeld von Bergisch Gladbach im Rheinisch Bergischen Kreis.

## Geschichte

### Gewannen-Bezeichnungen
In der Urkarte von 1827 bis 1870 trägt das Gelände im Umkreis der heutigen Ansiedlung Wulfshof die Gewannen-Bezeichnung Im Birkenbusch. Hier war der Standort der Grube Berzelius. Etwa 500 m weiter südöstlich im Bereich der ehemaligen Grube Apfel sprach man von der Gewannen-Bezeichnung Auf der Winten. Das hatte der Volksmund zum Anlass genommen, die ganze Gegend als Winter oder Winterberg (mundartlich Wenkter oder Wenkterberch) zu bezeichnen.

### Das Winfriedheim
Nachdem die Grube Berzelius 1924 den Betrieb eingestellt hatte, erwarb der Diözesanverband der katholischen Gesellenvereine 1925 das Gelände und richtete eine so genannte Bauhütte ein, die den Namen Winfriedheim erhielt. Dazu errichtete man eine Tischlerwerkstatt, eine Bäckerei, eine Schneiderei, eine Schusterei, eine  Schmiede und eine Schlosserei. In handwerklicher Arbeit stellte man u. a. Gebrauchsgegenstände zur Ausstattung von Kirchen, Schulen und Anstalten in bedürftigen Gemeinden zu niedrigen Preisen her. Auch die Aus- und Weiterbildung gehörte zu den Aufgaben der Einrichtung.

### Das Landjahrheim
Das Winfriedheim wurde im Mai 1933 verboten. Jetzt, in der Zeit des Nationalsozialismus, richtete man hier ein Landjahrheim ein. Von nun an hieß es:

„In unseren Gemeinden herrscht seit der Machtübernahme durch den Nationalsozialismus ein frischer, lebendiger Zug. Die nationalsozialistische Staats- und Gemeindeführung betreibt mit einem unermüdlichen Eifer die Überwindung der noch vorhandenen Notstände und den Aufbau auf wirtschaftlichem, sozialem und kulturellem Gebiet: sie arbeitet auf lange Sicht, sie gestaltet die Zukunft.“

Gleichzeitig wandelte man noch im gleichen Jahr die Ortsbezeichnung um in Wulfshof. Diesen Namen hat der Ort bis auf den heutigen Tag behalten. Die Max Baermann GmbH, ein Herstellerunternehmen von kunststoffgebundenen Dauermagneten, hat hier seit 1943 ihren Firmensitz.